# Campeonato Carioca de Futebol de 2015 - Série C
O Campeonato Carioca da Série C de 2015 foi a 35ª edição da terceira divisão do campeonato estadual de futebol profissional do Rio de Janeiro. A competição foi organizada pela Federação de Futebol do Estado do Rio de Janeiro (FERJ). Foi disputado entre 03 de maio e 16 de agosto daquela temporada.

## Critérios de desempate
1. Números de vitórias
2. Saldo de gols
3. Gols pró
4. Confronto direto
5. Menor número de cartões vermelhos
6. Menor número de cartões amarelos
7. Sorteio

## Participantes[1]
| Equipe              | Cidade                |
| ------------------- | --------------------- |
| Arraial do Cabo     | Arraial do Cabo       |
| Artsul              | Nova Iguaçu           |
| Belford Roxo [SCFC] | Belford Roxo          |
| Búzios              | Búzios                |
| Campos [AAC]        | Campos dos Goytacazes |
| Duquecaxiense       | Duque de Caxias       |
| Esprof              | Cabo Frio             |
| Futuro Bem Próximo  | Rio de Janeiro        |
| Heliópolis          | Belford Roxo          |
| Itaboraí            | Itaboraí              |
| Juventus            | Rio de Janeiro        |
| Nova Cidade         | Nilópolis             |
| Rubro Social        | Araruama              |
| São Gonçalo EC      | São Gonçalo           |
| São Pedro           | São Pedro da Aldeia   |

Notas
- AAC: ^  O Campos Atlético Associação não conseguiu sua regularização com a Federação, porém disputará com uma parceria com a Associação Atlética Carapebus .

- SCFC: ^  O Belford Roxo Futebol Clube não conseguiu sua regularização com a Federação, porém disputará com uma parceria com a Santa Cruz Futebol Clube, pela segunda temporada consecutiva .

## Regulamento
A Fase Principal foi disputada em dois turnos. No primeiro turno, ocorreu o cruzamento das associações de um Grupo A com as do Grupo B, em turno único, com confrontos diretos entre elas. No segundo turno, as associações enfrentaram-se dentro do próprio grupo, também em turno único, em confrontos diretos. Ao final do segundo turno, a primeira colocada de cada um dos grupos classificou-se automaticamente para a Série B do campeonato do ano seguinte.
A fase final foi disputada para decidir o título de campeão (Grupo C) e para classificar as duas outras associações que conquistaram o direito de acesso à Série B do campeonato do ano subsequente (Grupos D e E).
Inicialmente o campeonato teria 15 clubes, mas o São Pedro desistiu.

## Fase Principal - 1º Turno
No 1º turno os times enfrentam equipes do grupo oposto.